# Abrázame (álbum de Lolita)
Abrázame es el 2º álbum de estudió grabado por la cantante española Lolita. Lanzado en 1976 por el sello discográfico CBS, contó con la producción de José Luis de Carlos. El álbum triunfa con la canción "No Renunciaré" escrita por José Ruiz Venegas y producida por José Luis de Carlos.

## Lista de Canciones
| Lado A |                    |                    |          |  |
| N.º    | Título             | Letras             | Duración |  |
| 1.     | «Abrázame»         | Paco Cepero        | 3:12     |  |
| 2.     | «Lo Voy A Dividir» | Roberto Livi       | 4:00     |  |
| 3.     | «Como Un Gorrión»  | Joan Manuel Serrat | 3:12     |  |
| 4.     | «Bésame»           | José Ruiz Venegas  | 4:07     |  |
| 5.     | «Sola»             | Paco Cepero        | 2:05     |  |

| Lado B |                                |                                   |          |  |
| N.º    | Título                         | Letras                            | Duración |  |
| 1.     | «No Renunciaré»                | José Ruiz Venegas                 | 3:20     |  |
| 2.     | «A Tu Vera»                    | Rafael de León • Antonio Quintero | 4:35     |  |
| 3.     | «No Notas Que Estoy Temblando» | Juan Carlos Calderón              | 2:40     |  |
| 4.     | «Lo Que Yo Daría»              | José Ruiz Venegas                 | 3:03     |  |
| 5.     | «Si Me Vuelves A Mirar»        | Óscar Gómez                       | 4:00     |  |

| CD  |                                |          |  |
| N.º | Título                         | Duración |  |
| 1.  | «Abrázame»                     | 3:29     |  |
| 2.  | «Lo Voy A Dividir»             | 3:56     |  |
| 3.  | «Como Un Gorrión»              | 3:11     |  |
| 4.  | «Bésame»                       | 4:06     |  |
| 5.  | «Lo Que Yo Daría»              | 3:03     |  |
| 6.  | «Sola»                         | 3:56     |  |
| 7.  | «No Renunciaré»                | 3:20     |  |
| 8.  | «A Tu Vera (Canta Lolita)»     | 4:36     |  |
| 9.  | «No Notas Que Estoy Temblando» | 2:47     |  |
| 10. | «Si Me Vuelves A Mirar»        | 4:01     |  |